# Jeux de glaces (Maurice Genevoix)
Pour les articles homonymes, voir Jeux de glaces (homonymie).
Jeux de glaces est une autobiographie française publiée par Maurice Genevoix en 1961. L'auteur a alors 71 ans et inscrit cette œuvre dans le cadre d’une série de plusieurs autobiographies, dont font partie Au cadran de mon clocher et Trente mille jours. L’ouvrage est divisé en deux parties : la vie et l’œuvre.

## Genèse du roman
À la faveur de l'isolement et de la concentration intérieure, Maurice Genevoix puise dans ses souvenirs pour évoquer une nouvelle fois ce qu’il tenait pour mémorable dans sa vie : le milieu, la famille, la province, les groupements humains qu’il décrit dans son récit comptant davantage que l’évocation de sa propre vie.
L'écrivain revient sur les grandes périodes de sa jeunesse (son enfance dans une petite ville de province, à Châteauneuf-sur-Loire, la mort de sa mère à douze ans, son adolescence au Lycée Pothier d'Orléans, l'épreuve de la guerre et les blessures reçues), puis sur sa carrière d'écrivain. Il décline son œuvre en grandes séquences : les livres de guerre, les écrits régionalistes, les livres du voyageur, les roman-poèmes, mais il rend également compte des émissions radiophoniques auxquelles il a participé, notamment dans la dernière période de sa vie. Il analyse certains points, comme témoin de ce qui a façonné sa vie. Il détaille en outre la genèse de certains de ses écrits, notamment ses écrits de guerre et de son grand roman, Raboliot, coupant court aux croyances selon lesquelles son œuvre doit pour beaucoup à la prise de notes sur le terrain. Mais de manière générale, il s'attarde également sur ce qui rend compte de son ardeur de vivre et son amour de la vie.